# Осман Салех Мохаммед
Осман Салех Мохаммед (нар. 1948) — еритрейський політик. Став міністром освіти країни в 1993 році. У 2007 році став міністром закордонних справ.
Осману Салеху Мохаммеду відмовили у візі до Канади через те, що він колись був членом Народного визвольного фронту Еритреї.